# Niseko (Hokkaidō)
Niseko (jap. ニセコ町, -chō) ist eine Stadt im Landkreis Abuta, Unterpräfektur Shiribeshi, Präfektur Hokkaidō in Japan.

## Geographie
Sie liegt 35 km vom Japanischen Meer entfernt und zirka 100 km westlich von Sapporo und ist von mehreren Skigebieten umgeben. Die Jahresdurchschnittstemperatur beträgt 7,4 °C was zusammen mit einem Niederschlag von 131,1 mm im Jahresdurchschnitt zu sehr schneesicheren Verhältnissen führt (Schneehöhe bis zu 200 cm).
Niseko ist auch der Name eines Vulkans im Norden des Gebietes von Niseko-chō. Mit dem Yōtei liegt ein weiterer Vulkan im Osten von Niseko.

## Geschichte
1895 wurde die Gegend erstmals besiedelt und 1897 als Karifuto (狩太) Teil des Mura Makkari (heute: Rusutsu). 1901 wird sie als Mura Karifuto (狩太村, -mura) von Makkari unabhängig und 1906 Gemeinde 2. Klasse. 1910 wird das Gebiet Nisekoan aus Kutchan und 1925 einige Gebiete aus Bembe (heute: Toyoura) eingemeindet. 1950 erfolgt die Ernennung zur Chō Karifuto (狩太町, -chō) und 1964 die Umbenennung in Niseko (nach Ainu: nisey-ko).

## Tourismus

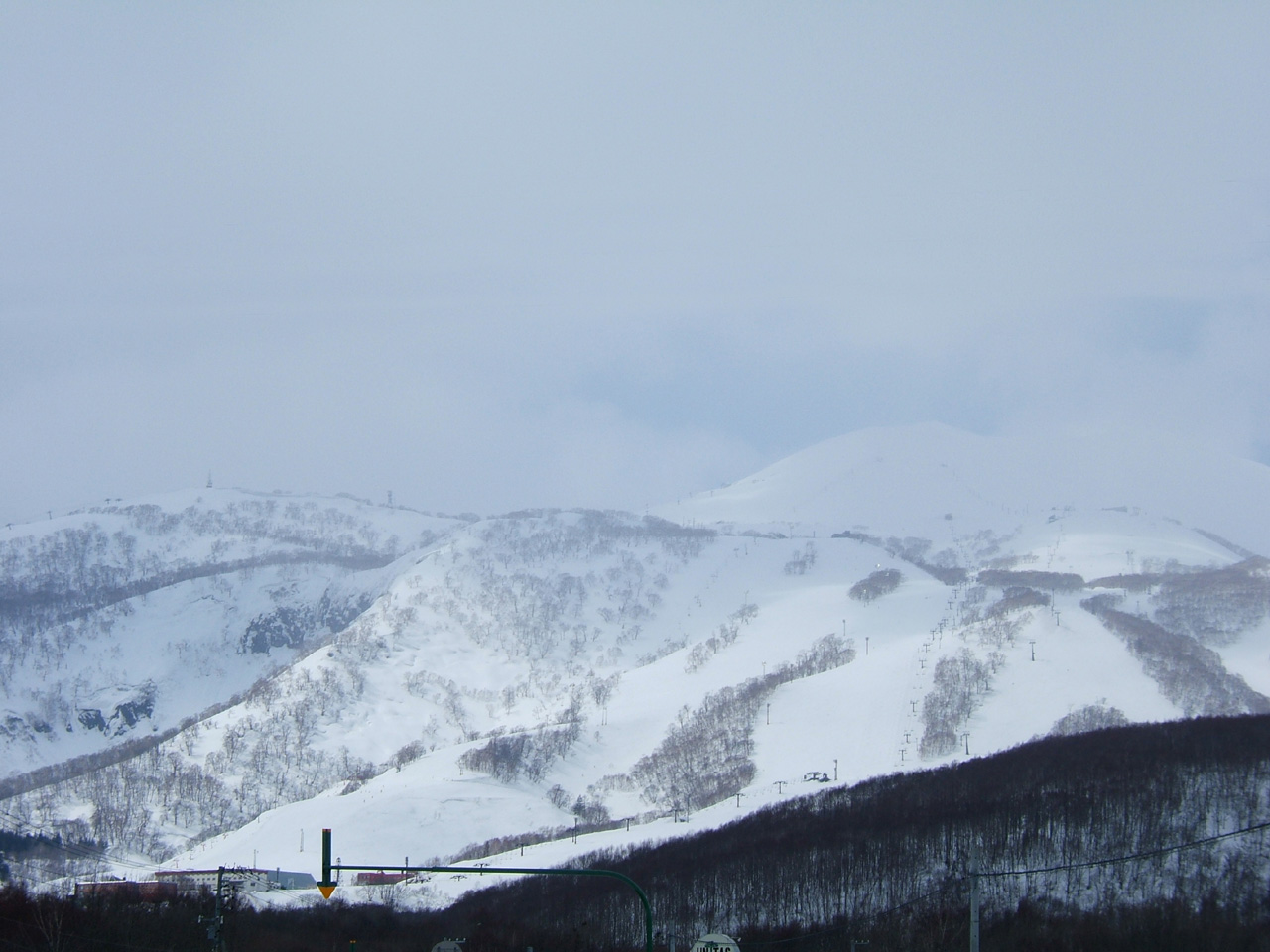
Niseko Mt. Resort Grand Hirafu

Durch seine Lage zwischen Bergen und dem Meer ist Niseko den kalten und trockenen sibirischen Winden ausgesetzt, die sich über dem Japanischen Meer mit Feuchtigkeit anreichern. Diese Feuchtigkeit produziert im Winter starken und anhaltenden Schneefall.
Die Skigebiete um Niseko werden seit der Mitte der 1990er Jahre stärker ausgebaut. Seit dieser Zeit ist Niseko durch seine schneesicheren Verhältnisse auch im Ausland bekannter geworden. Es wird zunehmend von Chinesen besucht.
Eine besondere Attraktion sind die nachts beleuchteten Pisten.
Skigebiete sind:
- Niseko Grand Hirafu
- Niseko Higashiyama – (1898 m)
- Niseko Annupuri – (1309 m)

## Verkehr
Der Bahnhof Niseko liegt an der Hakodate-Hauptlinie von JR Hokkaido. Durch den Ort führt die Nationalstraße 5.

## Angrenzende Städte und Gemeinden
In der Unterpräfektur Shiribeshi:
- Kutchan im Norden
- Makkari im Osten
- Rankoshi, Landkreis Isoya, im Westen

In der Unterpräfektur Iburi:
- Toyoura im Süden